# Ваутерс, Дрис
Дрис Ваутерс (нидерл. Dries Wouters; 28 января 1997 года, Тонгерен, Бельгия) — бельгийский футболист, защитник клуба «Ломмел»

## Клубная карьера
Дрис занимался в академии «Генка» с девяти лет. С сезона 2014/2015 вызывается в основную команду. 10 мая 2015 года дебютировал в Лиге Жюпиле в поединке против «Зюлте-Варегема», выйдя на замену после перерыва вместо Тимоти Кастаня.
В сезоне 2015/2016 также провёл один матч, выйдя в стартовом составе. В общей сумме за клуб провел 52 матча, забив 2 мяча.
16 июля 2021 года в статусе свободного агента перешёл в «Шальке 04», но не заиграв в немецком клубе, вернулся в Бельгию, подписав арендный контракт с «Мехеленом»
1 июля 2023 года перешел в «Ломмел», подписав четырехлетний контракт.

## Карьера в сборной
Ваутерс являлся основным игроком всех юношеских сборных Бельгии, участвовал в квалификационном и элитном отборочных раундах к чемпионату Европы среди юношей до 19 лет 2016 года.